# Transformer
Transformer es el segundo álbum en solitario del cantante y guitarrista estadounidense Lou Reed. Considerado como uno de sus trabajos más importantes.
Tras los años de The Velvet Underground y su primer álbum en solitario, titulado simplemente Lou Reed, en Transformer Reed se aleja del rock experimental y se acerca al glam rock. De hecho, el álbum fue producido por David Bowie junto a Mick Ronson, estrellas del movimiento glam y amigos de Reed. Bowie también hizo arreglos y coros en este disco. Además, también cuenta con la participación de Klaus Voormann, bajista de John Lennon y colaborador de The Beatles.
Para este álbum, Reed opto por utilizar una estética andrógina y provocadora, se dejó el cabello semi largo y lo tiñó de platino, se maquilló los ojos de negro y se pintó las uñas del mismo color.
El primer sencillo del disco, "Walk on the Wild Side", fue un éxito inmediato y se ha convertido en la canción más popular de Lou Reed. Este álbum también contiene otros de los mayores éxitos de Reed, como "Perfect Day", "Vicious" y "Satellite of Love".

## Lista de temas
Todas las canciones fueron escritas por Lou Reed.
Lado Uno
1. "Vicious" – 2:58
2. "Andy's Chest" – 3:20
3. "Perfect Day" – 3:46
4. "Hangin' 'Round" – 3:35
5. "Walk on the Wild Side" – 4:15

Lado Dos
1. "Make Up" – 3:00
2. "Satellite of Love" – 3:42
3. "Wagon Wheel" – 3:19
4. "New York Telephone Conversation" – 1:33
5. "I'm So Free" – 3:09
6. "Goodnight Ladies" – 4:21

### Bonus Tracks de la Reedición de 2002
1. "Hangin' Round" (demo acústico) – 3:57
2. "Perfect Day" (demo acústico) + Promoción Radial de "Transformer" (Track Oculto) – 4:50

## Músicos
- Lou Reed – Guitarra rítmica, teclados y voz principal
- Herbie Flowers – Bajo eléctrico, contrabajo, tuba en "Goodnight Ladies" y "Make Up"
- Mick Ronson – Guitarra principal, piano, coros y arreglos de cuerdas.
- John Halsey – Batería.
- David Bowie - Coros.

Músicos adicionales
- Ronnie Ross – Saxo barítono en "Goodnight Ladies" y "Walk on the Wild Side".
- The Thunder Thighs – Coros.
- Barry DeSouza – Batería.
- Ritchie Dharma – Batería.
- Klaus Voormann – Bajo.